# Пополка
Попо̀лката, известна и с гръцкото си име ксиномавро (на гръцки: Ποπόλκα, Ξινόμαυρο, Μαύρο Νάουσας, Μαύρο Ναουστινό, Μαύρο Γουμένισσας) е червен винен сорт грозде, типичен за централната част на Егейска Македония, Гърция.
Сортът се отглежда предимно в районите на Негуш (Науса) и Гумендже (Гумениса), където се купажира с негушката, в Суровичево (Аминдео), Сятища и Велвендо.
Възможно е сортът да е сроден с българския сорт широка мелнишка лоза, които е ендемичен в близкия район около град Мелник.